# 스즈키 유우토
스즈키 유우토(すずき ゆうと, 1993년 7월 6일 ~ )는 일본의 만화가로, 대표작은 사카모토 데이즈가 있다.

## 작품 목록
- 해구 (만화) - 데뷔작, 소년 점프+, 2019년 4월 29일 게재, 절판[1]
- 라커룸 (만화) - 소년 점프+, 2019년 9월 1일 게재, 2020년 11월 14일 방송된 세상에 기묘한 이야기 가을 특별편 (2020년)에서 "코인 세탁소"라는 제목으로 드라마화된 작품.
- SAKAMOTO-사카모토- - 점프 GIGA (슈에이샤) 2020년 겨울 게재, 만화 사카모토 데이즈의 프리퀄 만화, 절판
- 사카모토 데이즈 - 주간 소년 점프, 2020년 51호부터 연재중